# Dalmine
Dalmine is een stad in de Noord-Italiaanse provincie Bergamo (regio Lombardije). Het is een belangrijke industrieplaats; het bedrijf Tenaris, dat stalen buizen produceert, is hier gevestigd.
In 1944 werd Dalmine zwaar getroffen door geallieerde bombardementen. De bedoeling was de door Duitsers geleide industrie uit te schakelen. Het stadje en zijn fabrieken werden vrijwel geheel verwoest met als gevolg ruim 250 doden en 800 gewonden.
In de stad staat het Museo del Presepio (Kerststalmuseum) dat het gehele jaar voor publiek geopend is.

## Galerij

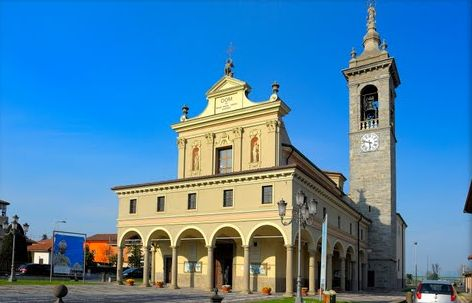
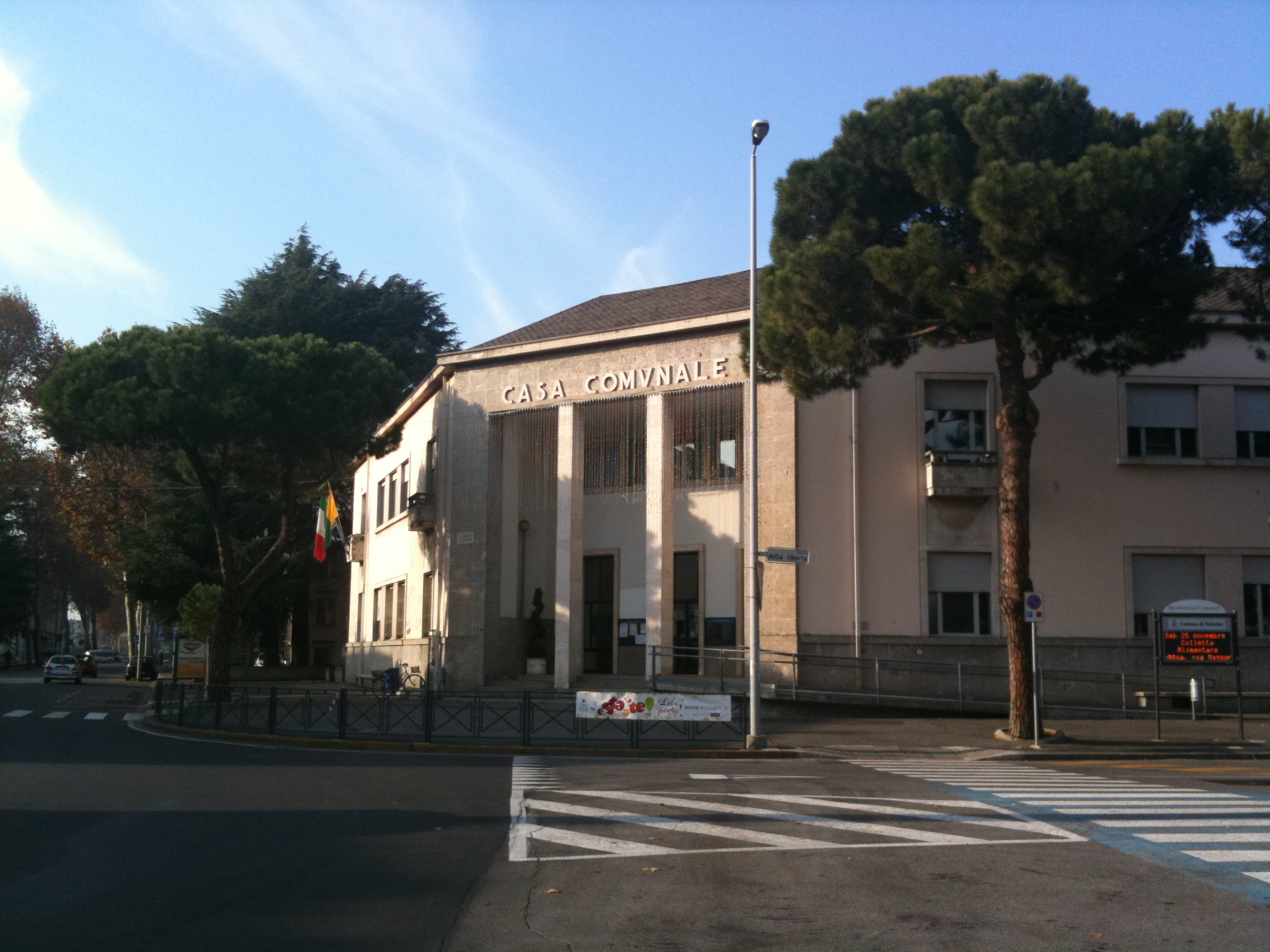
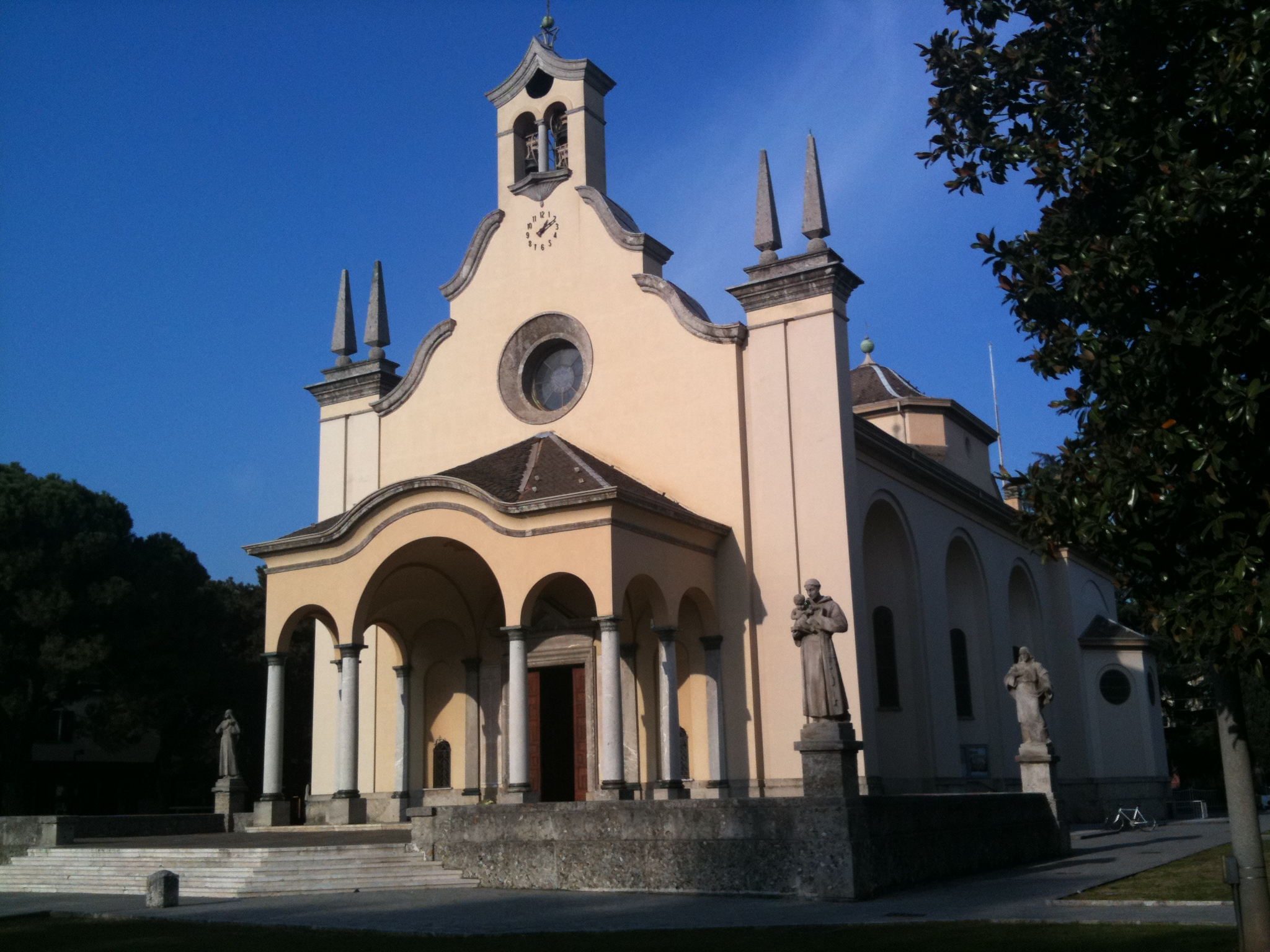